# Marche
Marche (phát âm tiếng Ý: [ˈmarke]) là một vùng của Ý. Marche được biết đến với truyền thống làm giày, với các loại giày tốt và xa xỉ nhất nước Ý được sản xuất tại đây. Vùng này nằm ở miền Trung đất nước, giáp với Emilia-Romagna và cộng hòa San Marino về phía bắc, Toscana về phía tây, Umbria về phía tây nam, Abruzzo và Lazio về phía nam và biển Adriatic về phía đông.

## Hành chính
| Tỉnh             | Diện tích (km²) | Dân số  | Mật độ (inh./km²) |
| ---------------- | --------------- | ------- | ----------------- |
| Ancona           | 1,940           | 474,630 | 244.6             |
| Ascoli Piceno    | 2,087           | 388,621 | 186.2             |
| Macerata         | 2,774           | 321,973 | 116.1             |
| Pesaro và Urbino | 2,892           | 380,695 | 131.6             |